# 카가미 코타
카가미 코타(일본어: 各務 孝太, 1997년 5월 2일 ~ )는 일본 출신 대만의 배우이다. 아이치현 나고야시 출신이다.